# Bangi jezik
Bangi jezik (ISO 639-3: bni; bobangi, bubangi, dzamba, lobobangi, rebu), nigersko-kongoanski jezik iz Demokratske Republike Kongo i Konga, kojim govori oko 118 740 ljudi u području uz rijeku Congo.
U DR Kongu se govori u provinciji Equateur, istočno od rijeke Congo (50 900; 2000), a u Kongu u regiji Cuvette (distrikt Mossaka na rijeci Congo), 60 400  (2000).
Bangi se klasificira podskupini bangi-ntomba (C.40), koja čini dio šire skupine sjeverozapadnih bantu jezika u zoni C.

## Vanjske poveznice
- Ethnologue (14th)
- Ethnologue (15th)